# Santuário de Saint-Martin-au-Val
O Santuário de Saint-Martin-au-Val é um monumental complexo de templos galo-romanos ainda em escavação em Chartres. É um dos maiores santuários da Gália romana e é notável pela rara preservação de um teto de madeira ornamentado. Apresentava um local de culto a Diana e Apolo.

## Localização
O santuário faz parte do complexo monumental conhecido hoje como Saint-Martin-au-Val, que ficava fora dos limites da antiga cidade de Autricum, na atual Chartres. Fica abaixo do que hoje é o distrito de Saint-Brice. Autricum era um assentamento principal no território dos Carnutes.
O local era um pântano que ficava na planície de inundação do rio Eure na época em que a construção começou originalmente. Trabalhadores levantaram e limparam o pântano baixo com milhares de toneladas de aterro de pedreiras próximas.

## Arqueologia
A pesquisa tem sido conduzida pelo serviço arqueológico municipal da cidade de Chartres desde 2006, com escavações focadas principalmente no canto nordeste do local até agora. O local recebe benefícios como subsídios anuais para apoiar sua pesquisa, depois que o interesse levou à sua programação pelo Ministério da Cultura em 2011.

## Arquitetura

### Santuário principal
O enorme santuário forma um quadripórtico de 6 hectares (200 por 300 m) de tamanho. O pátio interno tem 4,5 hectares, cercado por muros e galerias com um pavilhão em cada um dos quatro cantos. A fachada externa é pontuada com êxedras retangulares alternadas e absides semicirculares, com a êxedra norte fornecendo acesso direto ao pavilhão.
Um templo foi construído no centro da fachada ocidental, enquanto a fachada oriental apresentava uma fonte monumental.
O que resta do piso do templo é calcário branco. A base restante das paredes é de mármore, com elevações indicando afrescos decorados ou padrões de pedra esculpida.

### Teto de madeira
Mais de 1.500 peças do teto de madeira pintado e gravado do edifício 2 foram descobertas no local. A madeira foi preservada sendo primeiro carbonizada e endurecida em um incêndio do edifício 2 que estava sendo arrasado, depois do qual foi extinta e submersa quando caiu na bacia de mármore branco de uma fonte monumental. A inundação do Eure ajudou a selar a madeira em condições sustentáveis para sua preservação.
A madeira, juntamente com a fonte que a preservou, data da primeira metade do século II. As grandes peças recuperadas até agora são as vigas, vigas e tábuas de um teto de caixotões hexagonal. 90% dos elementos estruturais são construídos em madeira de abeto e 10% em carvalho, enquanto as decorações são esculpidas em tília. As decorações incluem folhas de acanto esculpidas, ovais, pontas de lança, rais-de-cœurs, bem como pérolas e piruetas.
Este é um dos dois únicos exemplos de quantidades tão significativas de arquitetura em madeira que sobreviveram desde a antiguidade, oferecendo um raro vislumbre de técnicas de marcenaria e outros artesanatos em madeira daquele período.

### Estruturas adicionais
Fora dos muros do santuário, uma série de estruturas estende o complexo religioso em direção ao vale do rio. Uma dessas estruturas religiosas, escavada em 2013, é um templo aproximadamente quadrado (fanum) que foi construído sobre uma galeria mais antiga que havia sido reformada várias vezes. Construído sobre um alto pódio, apenas a base de suas paredes e partes do piso permanecem. Sua fachada apresenta oito colunas e abre a sala central (cella) em direção ao Eure.
O piso do edifício era pavimentado com calcário e suas paredes decoradas com pedras coloridas. Um altar ou ídolo do deus adorado ali ocupava a parte de trás da cela.

## História
O início da construção do santuário ocorreu por volta de 70-80 d.C. As salas retangulares e semicirculares (êxedra e absides) ao longo da fachada apareceram meio século depois. Na porção nordeste que foi estudada até agora, a construção aparentemente parou prematuramente em 130. A ausência de iluminação de parede e gesso pintado, a escassez de elementos de cobertura, bem como alguns defeitos importantes, sugerem que o complexo do santuário possivelmente nem sequer começou a funcionar. Essa parte do edifício parece ter sido totalmente abandonada desde então até as primeiras décadas do século III, quando começou a pilhagem de materiais. Este abandono e declínio ocorreram muito cedo, em comparação com outros grandes templos semelhantes. Um século depois, fornos de cal foram instalados no local.
O fanum do lado de fora do santuário foi construído e demolido mais ou menos na mesma época que o próprio santuário. Fragmentos de estátuas encontrados do lado de fora do fanum indicam que Diana e Apolo eram adorados ali.
No século III, o propósito religioso do santuário havia mudado. Um grande poço de recuperação fora do pavilhão do canto nordeste foi o local de sepultamento de mais de cem corpos entre 270 e 280 d.C., que se acredita terem morrido em uma epidemia. Pessoas de todas as idades foram enterradas junto com artefatos domésticos como fichas de jogo, pratos, ornamentos, e cerâmica, bem como restos de animais.
O incêndio que queimou o teto de madeira do edifício 2 provavelmente ocorreu no final do século III ou início do século IV. O incêndio foi provocado para eliminar a vegetação que havia crescido demais no local, para que a alvenaria pudesse ser saqueada para reutilização.

## Escavações
Na década de 1990, a prefeitura de Chartres planejou instalar um novo distrito no local. Um diagnóstico arqueológico realizado no local revela o elevado potencial do local e a presença dos vestígios do santuário.
A partir de 2005, foram organizadas escavações preventivas no local sob a direção do arqueólogo Bruno Bazin. Em 2016, as escavações revelaram a monumental fonte de mármore do edifício localizado abaixo do altar da Apolo. Em 2017, os arqueólogos desenterraram mais de 1.500 peças de madeira nesta bacia, incluindo vestígios de tetos de madeira esculpida. Em 2022, duas novas bacias serão exumadas por arqueólogos.